# Salur Lasengalu
Salur Lasengalu is een bestuurslaag in het regentschap Simeulue van de provincie Atjeh, Indonesië. Salur Lasengalu telt 519 inwoners (volkstelling 2010).